# Prvenstvo Hrvatske u curlingu 2009./10.
Prvenstvo Hrvatske u curlingu 2010. je peto prvenstvo Hrvatske u ovom športu. 
Održalo se u Mađarskoj, u Budimpešti, zbog nedostatka nuždnih uvjeta u Hrvatskoj.
Prvenstvo 2010. je bilo okupilo najveći broj sudionika ikad do tad. Sudjelovalo je 12 sastava iz 2 hrv. grada.

### Muška konkurencija
Pobijedio je Vis koje je predvodio skiper Mladen Domazetović. Prekinuli su četverogodišnju prevlast curlingaša Zagreba koje je predvodio skiper Alen Čadež.

### Ženska konkurencija
Pobijedile su curlingašice Zapruđa koje je predvodila skiperica Marta Muždalo. Unatoč tome što su promijenile sastav, pobijedile su i vratile naslov prvakinja.
U odlučujućem susretu su pobijedile djevojčad Silenta. Treće su bile curlingašice Zagreba.

## Europski kupovi
Hrvatski prvaci su izravno izborili nastup na europskom prvenstvu u švicarskoj Champeryju, dok prvakinje moraju igrati na izlučnim natjecanjima. 